# Bandera de la República Socialista de Serbia
La bandera de la República Socialista de Serbia fue adoptada por la RS de Serbia en 1946 y cayó en desuso en 1992. Es una modificación de la bandera nacional de la RFS de Yugoslavia.

## Descripción
La bandera de la República Socialista de Serbia es similar a la bandera de la RFSY, con la diferencia del orden de los colores, debido a que la franja roja se encuentra en la parte superior, la franja azul en la parte intermedia y la franja blanca en la parte inferior. En el centro, se encuentra una estrella roja con borde dorado.

## Historia
Después de la Segunda Guerra Mundial , Yugoslavia fue reformada en una república federal socialista, compuesta por seis repúblicas , una de las cuales era Serbia. Cada república tenía derecho a su propia bandera a condición de que contuviera la estrella roja socialista. Tras la desintegración de Yugoslavia , Serbia inicialmente continuó usando la misma bandera; la Constitución de 1990 de Serbia declaró que la bandera y el escudo de armas de Serbia solo pueden cambiarse mediante el mismo procedimiento utilizado para cambiar la propia constitución, que requería una mayoría absoluta de votantes para apoyarla. El referéndum constitucional serbio de 1992pidió a los votantes que eligieran entre la bandera con y sin la estrella, con la estrella roja obteniendo la mayoría de los votos, pero no la mayoría absoluta de los votantes. No obstante, la estrella roja fue retirada de la bandera en 1992 por recomendación del parlamento serbio; Constitución de Serbia de 2006, artículo 7 sin embargo, el escudo de armas se mantuvo sin cambios. En 2003, sin embargo, el gobierno de Serbia emitió una recomendación sobre el uso de la bandera y el escudo de armas, que prefería usar símbolos diferentes a los de la constitución. La Constitución de Serbia de 2006 declaró que los emblemas estatales serían regulados por ley; la recomendación se mantuvo en uso hasta el 11 de mayo de 2009, cuando se promulgó la ley de banderas. El 11 de noviembre de 2010, se promulgó un rediseño visual del escudo de armas, que actualmente se usa en la bandera del estado.

## Banderas históricas

Bandera de la República Popular de Serbia (1943-1946)
Bandera de la República Popular de Serbia (1946-1963) y de la República Socialista de Serbia (1963-1991)
Bandera de la República Popular de Serbia (1946-1963) y de la República Socialista de Serbia (1963-1991) (variante)